# Feel the Steel
Feel the Steel är det andra studioalbumet från det amerikanska glam metal-bandet Steel Panther, utgivet av Universal Republic Records och är det första med Steel Panther som bandnamn. Feel the Steel är producerat av Jay Ruston som även har producerat Steel Panthers tredje album, Balls Out.
| Nr  | Titel                                           | Längd |
| --- | ----------------------------------------------- | ----- |
| 1.  | Death to All But Metal (featuring Corey Taylor) | 2:30  |
| 2.  | Asian Hooker (featuring Corey Taylor)           | 4:02  |
| 3.  | Community Property                              | 3:39  |
| 4.  | Eyes of a Panther                               | 3:37  |
| 5.  | Fat Girl                                        | 4:38  |
| 6.  | Eatin' Ain't Cheatin'                           | 3:50  |
| 7.  | Part All Day (featuring Justin Hawkins)         | 3:03  |
| 8.  | Turn Out the Lights (featuring M. Shadows)      | 4:24  |
| 9.  | Stripper Girl                                   | 3:35  |
| 10. | The Shocker                                     | 4:10  |
| 11. | Girl From Oklahoma                              | 3:57  |
| 12. | Hell's On Fire (Bonus låt)                      | 3:02  |

## Medverkande
- Michael Starr - sång och bakgrundssång
- Satchel - sologitarr, kompgitarr, akustisk gitarr och bakgrundssång
- Lexxi Foxxx - elbas och bakgrundssång
- Stix Zadinia - trummor, slagverk, och bakgrundssång

Gästmedverkande
- Justin Hawkins (The Darkness) - sång ("Party All Day")
- M. Shadows (Avenged Sevenfold) - sång ("Turn Out the Lights)
- Allison Robertson (The Donnas) - sologitarr ("Party All Day")
- Scott Ian (Anthrax) - kompgitarr ("Asian Hooker")
- Corey Taylor (Slipknot & Stone Sour) - sång ("Death to All But Metal"), bakgrundssång ("Asian Hooker" & "Eyes of a Panther)
- Matthew Nelson & Joe Lester - bakgrundssång ("Eyes of a Panther", "Fat Girl", "Eatin' Ain't Cheatin'" & "The Shocker)
- Brett Anderson (The Donnas) - bakgrundssång ("Eyes of a Panther")
- Michael Lord - ("Community Property")
- Rene Ruston - Female voice ("Eatin' Ain't Cheatin'")